# Stefan Parkman
Carl Stefan Martin Parkman, född 22 juni 1952, är en svensk dirigent och seniorprofessor i kördirigering vid Uppsala universitet. Han är bror till framlidne Håkan Parkman.

## Bakgrund
Parkman är uppvuxen i Uppsala, där hans far Allan Parkman var rektor vid Fjellstedtska skolan. Under studietiden vid Kungl. Musikhögskolan i Stockholm var Stefan Parkman ledare för sånggruppen Pigor och Drängar och tillträdde tjänsten som dirigent för Uppsala Domkyrkas Gosskör (1976). Detta uppdrag avslutade han 1988. Vidare var han dirigent för Enköpings kammarkör och KFUM:s kammarkör och ledde Kungliga Filharmoniska Kören i Stockholm åren 1985-93. 
Sedan 1983 är han dirigent och konstnärlig ledare för Uppsala akademiska kammarkör.
1989–2002 var Parkman chefsdirigent för danska radions kör, Radiokoret, för att 2002 tillträda som chefsdirigent för Radiokören (Stockholm), vid vilken han stannade till 2005. 
2014-2020 var han chefsdirigent för WDR Rundfunkchor Köln.
Parkman har även engagerats av många skandinaviska symfoniorkestrar och institutioner som Kungliga Filharmoniska Orkestern i Stockholm, Norrlandsoperan, Kungliga Operan, Göteborgsoperan och Radiosymfoniorkestrarna i Stockholm, Köpenhamn och Berlin.
2000 tillträdde han Eric Ericson-professuren i kördirigering vid Uppsala universitet, som förste innehavare av professuren.
Med alla sina fasta ensembler har Parkman en omfattande skivproduktion och har genom åren gjort ett stort antal uruppföranden, med verk av bl.a. Jaakko Mäntyjärvi och Sven-David Sandström. Turnéer har genomförts i USA och Australien, samt till ett otal platser i Skandinavien och övriga Europa.
Stefan Parkman är gift med Malgorzata Anna Packalén Parkman, professor i slaviska språk vid Uppsala universitet.
Han har två barn från tidigare äktenskap, Sara och Viktor, samt två barnbarn, Oliva och Elise.

## Nuvarande engagemang
Vid sidan av engagemangen vid Uppsala universitet och med Uppsala Akademiska Kammarkör är Parkman regelbundet gästdirigent för ett flertal radiokörer och professionella vokalensembler i Europa och USA. Han är även en efterfrågad lärare och föreläsare vid kurser och mästarklasser, seminarier och workshops, såväl i Sverige som utomlands.  
Under 2022 återkommer han som gästlärare vid Yale School of Music, USA och hr tillträtt en ettårig gästprofessur i kördirigering vid Universität der Künste i Berlin. 

## Priser och utmärkelser
- 1989 – Norrbymedaljen
- 1997 –  Riddare av Dannebrogorden
- 1998 – Ledamot nr 922 av Kungliga Musikaliska Akademien[3]; Vice preses 2016-21
- 2002 – Årets körledare
- 2012 – Litteris et Artibus